# Schloss La Motte-Tilly

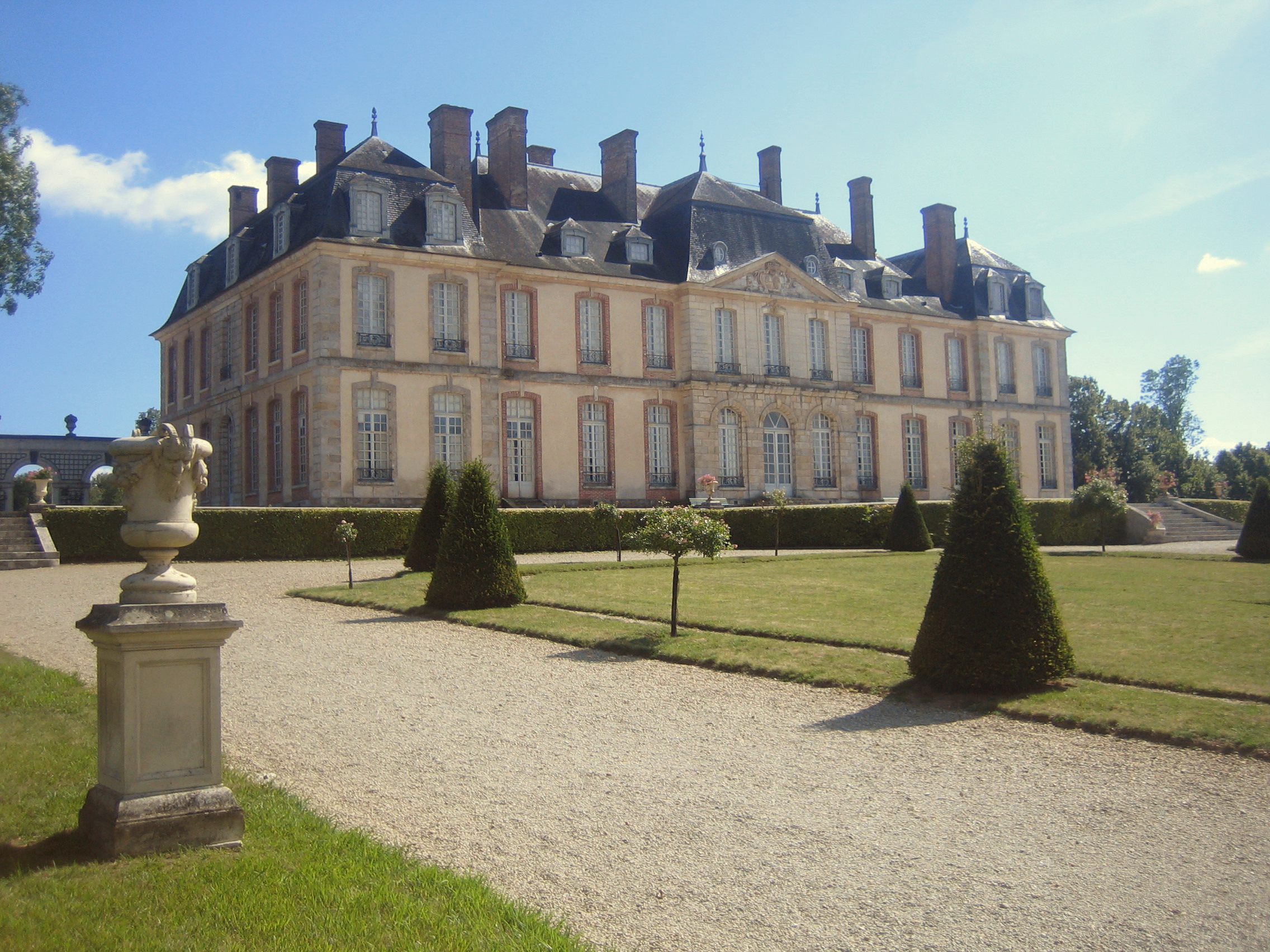
Die gartenseitige Fassade des Schlosses La Motte-Tilly

Das Schloss La Motte-Tilly steht südöstlich von Paris im gleichnamigen Ort La Motte-Tilly nahe der Gemeinde Nogent-sur-Seine. Das Anwesen kann besichtigt werden.

## Geschichte
La Motte-Tilly wurde 1748 von den Gebrüdern Terray erworben. Der ältere, Abbé Joseph Marie Terray, wurde 1769 zum letzten Steueraufseher Ludwigs XV. ernannt. 1755 begannen die Brüder, das bisherige herrschaftliche Gebäude auf den Anhöhen oberhalb der Seine abzureißen und ein Schloss zu errichten. Architekt war François Nicolas Lancret. Während der Französischen Revolution wurde es teilweise zerstört.
1910 erwarb der Graf von Rohan-Chabot das Anwesen und restaurierte es. Den Park ließ er nach französischem Vorbild umgestalten. Seine Tochter, die Marquise von Maillé, vollendete das Werk mit der Möblierung und Innenausstattung. Da sie keine Erben hatte, vermachte sie ihr Lebenswerk dem französischen Denkmalschutzamt.
Der durch seine ausgewogenen Proportionen bestechende Bau aus Sandstein und Ziegeln besitzt ein hohes Schieferdach. Die Terrassen an der Nordfassade fallen sanft gestuft zu einem großen Wasserspiegel hinab, der durch zwei Arme mit der Seine verbunden ist.
Das Feldschloss diente dem Filmregisseur Miloš Forman als Drehort für Szenen seines Films Valmont, der 1989 in den Kinos kam.